# Posição da Ucrânia em relação ao Holodomor

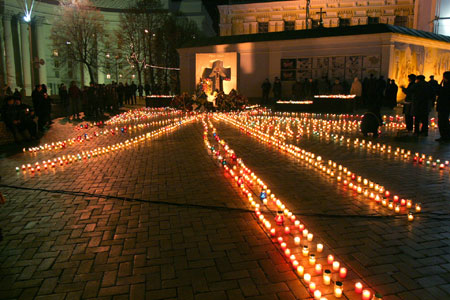
Imagem da cerimónia das velas acesas, em homenagem às vítimas do Holodomor (Kiev, 22 de novembro de 2003).

A posição da Ucrânia em relação ao Holodomor reflete as vicissitudes da sua história.
Com efeito, durante mais de 50 anos a diáspora ucraniana procurou divulgar os factos relativos ao Holodomor, deparando com a indiferença da maior parte da opinião pública mundial e com a oposição sistemática da União Soviética.
Só depois da  desagregação da União Soviética e da recuperação da independência nacional em 1991, é que se tornou possível evocar publicamente o genocídio.
Em 1998, foi instituído no quarto sábado do mês de novembro o "Dia da Memória das Vítimas da Fome e das Repressões Políticas" e, em 2006, o Parlamento da Ucrânia aprovou uma lei sobre o carácter genocidário do Holodomor.

## Antes da independência

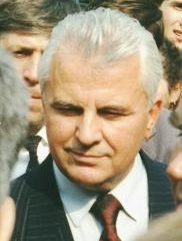
Em 19 de Fevereiro de 1993, o Presidente Leonid Kravchuk promulgou o decreto referente às comemorações dos 60 anos do Holodomor.

No decurso da fome-genocídio (Holodomor), várias organizações de emigrantes e de exilados ucranianos, na Europa e na América do Norte, procuraram sensibilizar, sem resultados práticos, a comunidade internacional.
Em 1933, o governo ucraniano no exílio apelou à intervenção da Sociedade das Nações, então presidida pelo primeiro-ministro da Noruega Johan Mowinckel.
Nos Estados Unidos foram estabelecidos contactos com a administração do presidente Franklin Roosevelt, tendo sido apresentada na Câmara dos Representantes, em 28 de Maio de 1934, uma proposta de resolução, condenando o regime soviético.

## Depois da independência
Após a independência política da Ucrânia, em 1991, a evocação do Holodomor tem desempenhado um papel de primeiro plano, no processo de construção da sua identidade nacional.
Consequentemente, a problemática histórica e política dos acontecimentos de 1932-1933, tem causado dificuldades no seu relacionamento com a Federação Russa.
Em reação às posições assumidas pelos sucessivos presidentes da Ucrânia - Leonid Kravchuk, Leonid Kuchma e Viktor Yushchenko - o governo de Moscovo tem  manifestado a sua discordância, quanto à especificidade genocidária da fome ucraniana, apesar de a reconhecer como uma "tragédia" provocada pelas políticas estalinistas.
Essa perspectiva é igualmente sustentada pelas forças políticas que apoiam o reforço dos laços com a Federação Russa, como o Partido das Regiões de Viktor Yanukovych.
Os setores políticos associados ao antigo regime soviético,como o Partido Comunista da Ucrânia de Petro Symonenko, defendem uma interpretação negacionista do genocídio.
Por sua vez, a opinião pública ucraniana  e diversas instituições representativas da sociedade civil, como os meios culturais e científicos, as Igrejas, as organizações da diáspora e os movimentos cívicos, manifestam uma posição favorável à interpretação genocidária do Holodomor.

## A comemoração do 75.º aniversário
No âmbito das comemorações dos 75 anos do genocídio (2007-2008), e tendo como slogan "A Ucrânia comemora, o Mundo reconhece", foram planeadas, pelas autoridades governamentais da Ucrânia e pelas organizações da diáspora, diversas atividades, realçando-se as seguintes iniciativas:
- Decreto presidencial "Sobre o Conselho de Coordenação para as Comemorações do 75.º Aniversário do Holodomor 1932-1933 na Ucrânia" (n.º 207/2007 - 14 de Março de 2007)[51]
- Constituição pelo Congresso Mundial Ucraniano da Comissão Internacional de Coordenação do 75.º Aniversário da Grande Fome.[52]
- Reunião entre membros do governo ucraniano e representantes do corpo diplomático.[53]

## O reconhecimento pelo Estado

### Presidência da República e Parlamento

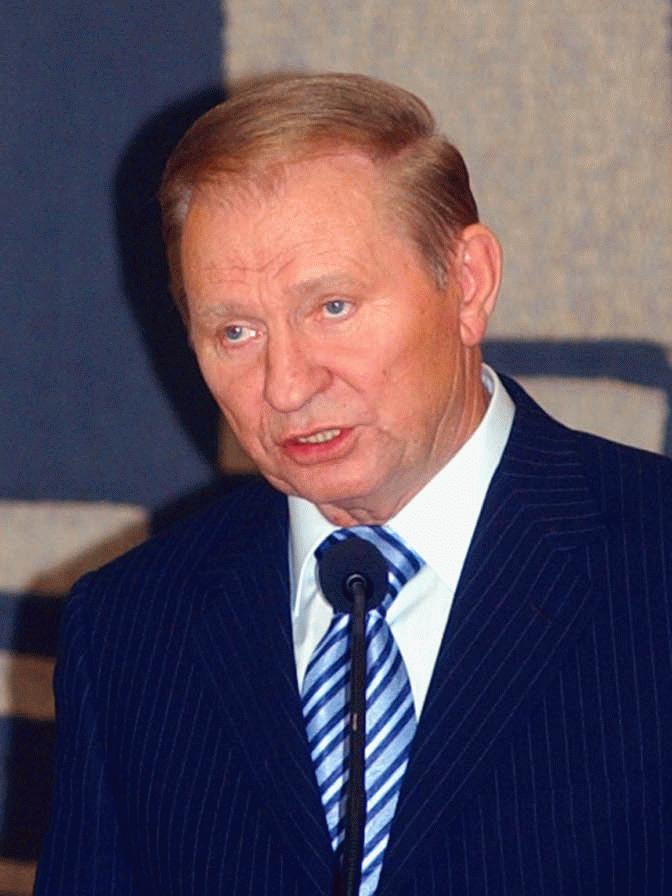
Em 26 de novembro de 1998, o Presidente Leonid Kuchma decretou a celebração do "Dia Nacional da Memória das Vítimas da Fome".

No que respeita aos órgãos do Poder Executivo e Legislativo, salientam-se as seguintes deliberações:
- Decreto-lei do Presidente da República, Leonid Kravchuk: "Sobre as Comemorações do 60.º Aniversário do Holodomor na Ucrânia" (19 de Fevereiro de 1993).[56]
- Decreto-lei do Presidente da República, Leonid Kuchma, proclamando a celebração, no quarto Sábado do mês de Novembro, do "Dia Nacional da Memória das Vítimas da Fome" (Decreto n.º 1310/98, 26 de Novembro de 1998).[57]
- Declaração do Parlamento: "Declaração da Verkhovna Rada à Nação Ucraniana em Homenagem às Vítimas do Holodomor 1932-1933" (n.º 789-IV - 15 de Maio de 2003).[58][59]
- Decretos do Presidente da República, Viktor Yushchenko, no âmbito das comemorações do "Dia da Memória das Vítimas da Fome e das Repressões Políticas" (Decreto n.º 1544/2005, 4 de Novembro de 2005;[60][61] Decreto n.º 868/2006, 12 de Outubro de 2006).[62]
- Proposta de lei do Presidente da República Viktor Yushchenko, solicitando o reconhecimento do Holodomor como um acto de genocídio (2 de Novembro de 2006)[63] e subsequente aprovação pelo Parlamento da Ucrânia: "Sobre a Fome (Holodomor) dos anos de 1932-1933 na Ucrânia" (n.º 376-V - 28 de Novembro de 2006).[64][65][66]
- Proposta de lei do Presidente da República Viktor Yushchenko, solicitando a criminalização da negação pública do Holocausto e do Holodomor (23 de Março de 2007).[67][68][69]

### Governos regionais e municipais
A evocação do Holodomor tem merecido igualmente a atenção das instituições políticas de âmbito regional e municipal, com relevo para as seguintes:
- Governador e Presidente da Assembleia Regional da Província de Cherkasy[70]

- Governador da Província de Chernihiv[71]
- Governador da Província de Chernivtsi[72]
- Governo da República Autónoma da Crimeia[73]

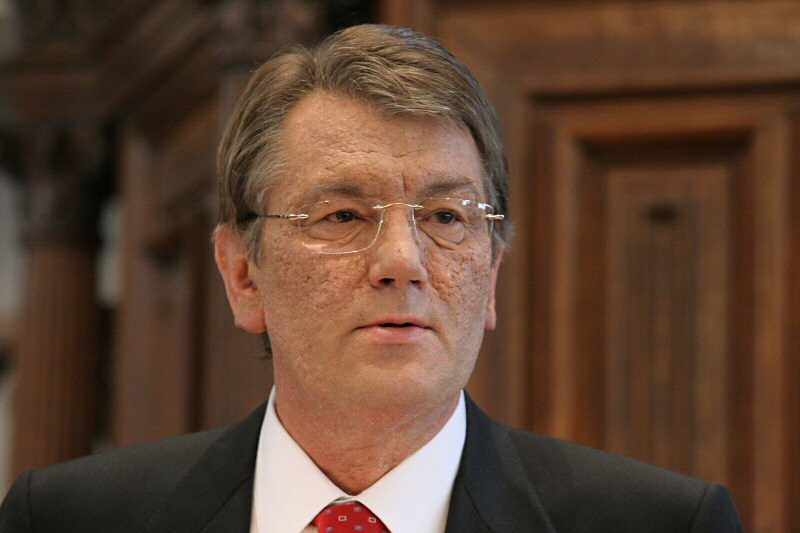
Em 25 de Novembro de 2005, o Presidente Viktor Yushchenko apelou ao reconhecimento do genocídio pela comunidade internacional.

- Governadora da Província de Dnipropetrovsk[75]
- Governador da Província de Donetsk e Presidente da Câmara da cidade de Donetsk[76][77]
- Governador da Província de Ivano-Frankivsk[78]
- Governador da Província de Kharkiv[79]
- Governador da Província de Kherson[80]
- Governador da Província de Kiev e Presidente da Câmara da cidade de Kiev[81][82]
- Governador da Província de Kirovohrad[83]
- Governador da Província de Luhansk[84][85]
- Presidente da Assembleia Regional da Província de Leópolis e Presidente da Câmara da cidade de Leópolis[86]
- Governador da Província de Mykolaiv[87]
- Governador da Província de Odessa[88]
- Governador da Província de Poltava[89]
- Governadora da Província de Sumy[90]
- Governador da Província de Ternopil[91]
- Governador da Província de Vinnytsia[92]
- Governador da Província de Volyn[93]
- Governador da Província de Zakarpattia[94]
- Governador da Província de Zaporizhia[95]
- Governador da Província de Zhytomyr[96]